# Mr. Hyde (singolo)
Mr. Hyde è un brano della rockband italiana Litfiba. È il secondo singolo estratto, nel 2001, dall'album in studio Insidia.
La versione del cd singolo è differente da quella pubblicata nell'album. Difatti, qui è presente la versione radiofonica del brano (radio edit) che ha una durata inferiore rispetto a quella pubblicata nell'album.

## Videoclip
Il video, girato a Verona, è stato trasmesso per la prima volta il 21 gennaio 2002.

## Tracce
- Mr. Hyde (Radio edit) - 3:50

## Formazione
- Gianluigi Cavallo - voce
- Ghigo Renzulli - chitarra
- Gianluca Venier - basso, tastiere, grooves
- Gianmarco Colzi - batteria, cori
- Mauro Sabbione - tastiera